# Dryophytes euphorbiaceus
Espèce
Statut de conservation UICN

 NT  : Quasi menacé
Synonymes
- Hyla euphorbiacea Günther, 1858

Dryophytes euphorbiaceus est une espèce d'amphibiens de la famille des Hylidae.

## Répartition
Cette espèce est endémique du Mexique. Elle est présente dans l'État de Veracruz, dans l'est de l'État d'Hidalgo, dans le sud-est de l'État de Puebla, dans l'État de Tlaxcala, dans l'État d'Oaxaca.

## Publications originales
- Günther, 1858 : Catalogue of the Batrachia Salientia in the collection of the British Museum (texte intégral).
- Günther, 1858 : Neue Batrachier in der Sammlung des Britischen Museums. Archiv für Naturgeschichte, vol. 24, no 1, p. 319-328 (texte intégral).